# Хитрости
«Хитрости» (англ. Hacks) — американский комедийно-драматический телесериал канала HBO Max. В главных ролях — Джин Смарт, Ханна Эйнбиндер и Карл Клемонс-Хопкинс. Сериал рассказывает о профессиональных отношениях между молодым автором комедий и знаменитой комедийной актрисой. Сериал получил признание критиков и получил награды, в том числе премии Эмми за лучший сценарий, режиссуру и главную женскую роль. В июне 2021 года сериал продлили на второй сезон. Комедийный сериал «Хитрости» (Hacks) с Джин Смарт и Ханной Эйнбиндер в главных ролях, был продлён на четвёртый сезон стриминговым сервисом Max всего через несколько часов после выхода финала третьего сезона.

## Сюжет
Деборе Вэнс, знаменитой стендап-актрисе из Лас-Вегаса, необходимы новые шутки: глава казино, в котором она выступает, хочет убрать её из прайм-тайм. Ава — молодой комедийный писатель, который не может найти работу из-за того, что ее уволили из-за бестактного твита. Эти двое неохотно объединяются, чтобы освежить материал Деборы и научиться уважать различия друг друга.

## В ролях

### Главные
- Джин Смарт — Дебора Вэнс, легендарный стендап-комик из Лас-Вегаса
- Ханна Эйнбиндер — Ава Дениелс, неудачливая комедийная писательница
- Карл Клемонс-Хопкинс — Маркус, главный операционный директор Деборы

### Второстепенные
- Кейтлин Олсон — Дебора «Диджей» Венс-младшая, дочь Деборы
- Кристофер Макдональд — Марти Гилен, генеральный директор казино Palmetto
- Пол В. Даунс — менеджер Джимми, Деборы и Авы
- Марк Инделикато — Дэмиан, личный помощник Деборы
- Поппи Лю — Кики, личный дилер блэкджека Деборы
- Джонни Сибилли — Уилсон, водопроводчик, которого часто вызывают в особняк Деборы
- Меган Сталтер — Кайла, помощница Джимми
- Роуз Абду — Жозефина, экономка Деборы
- Анджела Илэйн Гиббс — Робин, мать Маркуса
- Лоренца Иззо — Руби, бывшая девушка Авы
- Нина Тарр — Фабрициана, помощница Руби
- Джейн Адамс — Нина, мать Авы

### Приглашенные звезды
- Джефферсон Мэйс — Т. Л. Герли, торговец антиквариатом
- Брент Секстон — Майкл, босс Джимми и отца Кайлы
- Джефф Уорд — Джордж, парень Авы
- Лорен Видман — Джо Пеццименти, мэр Лас-Вегаса
- Луис Хертум — Деннис, отец Авы
- Анна Мария Хорсфорд — Франсин, давняя подруга Деборы
- Линда Перл — Кэти, сестра Деборы
- Крис Гир и Кирби Хауэлл-Баптист — британские телепродюсеры, которые берут интервью у Авы.
- Кристина Хэндрикс — гольфистка, с которой знакомится Ава.

## Эпизоды
| Сезон | Серии | Серии | Даты показа    | Даты показа     |
| Сезон | Серии | Серии | Первая серия   | Последняя серия |
| ----- | ----- | ----- | -------------- | --------------- |
| 1     | 10    | 10    | 13 мая 2021    | 10 июня 2021    |
| 2     | 8     | 8     | 12 мая 2022    | 2 июня 2022     |
| 3     | 9     | 9     | 2 мая 2024     | 30 мая 2024     |
| 4     | 10    | 10    | 10 апреля 2025 | 29 мая 2025     |

### 1 сезон (2021)
| № общий | № в сезоне | Название               | Режиссёр      | Автор сценария                            | Дата премьеры |
| ------- | ---------- | ---------------------- | ------------- | ----------------------------------------- | ------------- |
| 1       | 1          | «Без очереди»          | Люсия Аньелло | Люсия Аньелло, Пол В. Даунс, Джен Статски | 13 мая 2021   |
| 2       | 2          | «Примм»                | Люсия Аньелло | Пол В. Даунс                              | 13 мая 2021   |
| 3       | 3          | «Договор есть договор» | Люсия Аньелло | Люсия Аньелло                             | 20 мая 2021   |
| 4       | 4          | «Диджей бижутерия»     | Дезири Ахаван | Джоанна Кало                              | 20 мая 2021   |
| 5       | 5          | «Падение»              | Пол В. Даунс  | Эндрю Лоу                                 | 27 мая 2021   |
| 6       | 6          | «Новые глаза»          | Люсия Аньелло | Люсия Аньелло, Пол В. Даунс, Джен Статски | 27 мая 2021   |
| 7       | 7          | «Туннель любви»        | Дезири Ахаван | Катарин Кернс                             | 3 июня 2021   |
| 8       | 8          | «1,69 миллиона»        | Пол В. Даунс  | Пет Рейган                                | 3 июня 2021   |
| 9       | 9          | «Интервью»             | Люсия Аньелло | Саманта Райли                             | 10 июня 2021  |
| 10      | 10         | «Я думаю она будет»    | Люсия Аньелло | Ариель Карлин, Джен Статски               | 10 июня 2021  |

## Производство
В мае 2020 года HBO Max объявили, что выпустят сериал, в котором главную роль сыграет Джин Смарт. Дополнительный кастинг был объявлен в феврале 2021 года. Из-за пандемии COVID-19 актеры проводили репетиции через Zoom, во время съемок не было вечеринок с участием актеров, а звезды Смарт и Клемонс-Хопкинс даже не встречались друг с другом до момента начала съемок. В июне 2021 года HBO Max продлил сериал на второй сезон.